# Либерман, Ефим Арсентьевич
Ефим Арсентьевич Либерман (1 февраля 1925, Москва — 3 сентября 2011, Иерусалим) — советский и российский биофизик и физиолог, лауреат Государственной премии СССР (1975).

## Биография
Родился в семье агронома Азриила Алтеровича Либермана (1885—?), уроженца Сувалок, и учительницы математики Симы Хаимовны Израэль (1895—?), родом из Белостока. Участник Великой Отечественной войны (с 1943 года), был помощником командира стрелкового взвода 31-й гвардейской стрелковой дивизии (Брянский фронт), тяжело ранен и награждён медалью «За отвагу».
Окончил физический факультет Московского государственного университета в 1949 году. Некоторое время работал радиоинженером в конструкторском бюро № 1, с 1951 года — старший инженер в Элементно-электроугольном институте, с 1953 года — младший научный сотрудник Института рентгенологии и радиологии.
В 1955—1967 годах работал научным сотрудником Института биофизики АН СССР. В 1967—2006 годах — научный сотрудник Института проблем передачи информации АН СССР (Российской Академии Наук, с 1994 года — главный научный работник). В 1975 году вместе с В. П. Скулачёвым, Л. М. Цофиной и А. Ясайтисом награждён Государственной премией СССР за цикл работ по изучению молекулярных генераторов и трансформаторов электрического тока.
Кандидат физико-математических наук (1959), доктор биологических наук (1963).

## Научная деятельность
Ефим Либерман предложил идею молекулярного компьютера как одной из клеточных функций (Cytomolecular Computing, 1972) и, совместно с С. В. Мининой, идею работы мозга как квантового молекулярного компьютера, осуществляющего обработку информации на внутриклеточном уровне. В соответствии с концепцией Либермана, работа молекулярного клеточного компьютера реализуется посредством программ, связанных с последовательностями нуклеотидов ДНК и РНК, и выполняется соответствующими ферментами, действующими как процессоры, которые работают с этими последовательностями нуклеотидов, представляющими адреса и команды.
На основе этих идей разрабатывал унитарную теорию физико-биологических наук.

### Книги
- Дозиметрия радиоактивных изотопов. — М.: Медгиз, 1958.
- «Генераторы» и «насосы» клетки. — М.: Знание, 1965.
- Электричество и управление живой клетки (с С. В. Мининой и Н. Е. Шкловским-Корди). — М.: Знание, 1978.
- Живая клетка. — М.: Наука, 1982.
- Мозг как система квантовых компьютеров и путь к объединению наук (с С. В. Мининой и Н. Е. Шкловским-Корди). — М.: АН СССР, Институт проблем передачи информации, 1987.
- Как работает живая клетка. — М.: Знание, 1990.

## Семья
- Первая жена — Варвара Викторовна Шкловская-Корди (род. 1927), физик, дочь писателя Виктора Шкловского.
  - Сын — Никита Ефимович Шкловский-Корди (род. 1952), кандидат биологических наук, физиолог, ведущий научный сотрудник Гематологического научного центра Министерства здравоохранения и социального развития РФ.
- Вторая жена — Елена Борисовна Вершилова (род. 1937), дочь театрального режиссёра и педагога Бориса Ильича Вершилова (Вестерман).
  - Сыновья — Михаил и Пётр (Азриэль).
- Третья жена — Светлана Владимировна Минина, биофизик и физиолог[12].
  - Шестеро детей, в том числе дочери Анна (род. 1981) и Мария (род. 1978), сыновья Даниил (род. 1982), Давид (род. 1984) и Гавриил — продюсеры телепередачи «Мульт личности» на Первом канале в 2009—2013 годах, позже предприниматели, основатели венчурного фонда Brothers Ventures в США[13].